# Buffalo Gap (Dakota del Sud)
Buffalo Gap és una població dels Estats Units a l'estat de Dakota del Sud. Segons el cens del 2000 tenia 820 habitants.

## Demografia
Segons el cens del 2000, Buffalo Gap tenia 164 habitants, 75 habitatges, i 44 famílies. La densitat de població era de 333,3 habitants per km².
Dels 75 habitatges en un 26,7% hi vivien nens de menys de 18 anys, en un 48% hi vivien parelles casades, en un 8% dones solteres, i en un 41,3% no eren unitats familiars. En el 40% dels habitatges hi vivien persones soles el 10,7% de les quals corresponia a persones de 65 anys o més que vivien soles. El nombre mitjà de persones vivint en cada habitatge era de 2,19 i el nombre mitjà de persones que vivien en cada família era de 2,91.
Per edats la població es repartia de la següent manera: un 25% tenia menys de 18 anys, un 4,9% entre 18 i 24, un 18,3% entre 25 i 44, un 35,4% de 45 a 60 i un 16,5% 65 anys o més.
L'edat mediana era de 46 anys. Per cada 100 dones de 18 o més anys hi havia 86,4 homes.
La renda mediana per habitatge era de 25.000 $ i la renda mediana per família de 28.750 $. Els homes tenien una renda mediana de 21.250 $ mentre que les dones 16.250 $. La renda per capita de la població era de 14.680 $. Entorn del 18% de les famílies i el 18,7% de la població estaven per davall del llindar de pobresa.

## Poblacions més properes
El següent diagrama mostra les poblacions més properes.